# Sankt Sebastian (Gemeinde Mariazell)
Sankt Sebastian ist eine ehemalige Gemeinde mit 1015 Einwohnern (Stand 1. Jänner 2014) im Gerichtsbezirk Bruck an der Mur und im politischen Bezirk Bruck-Mürzzuschlag in der Steiermark. Mit 1. Jänner 2015 wurde sie im Rahmen der Gemeindestrukturreform in der Steiermark gemeinsam mit den Gemeinden Gußwerk und Halltal bei der Stadtgemeinde Mariazell eingemeindet.

## Geografie

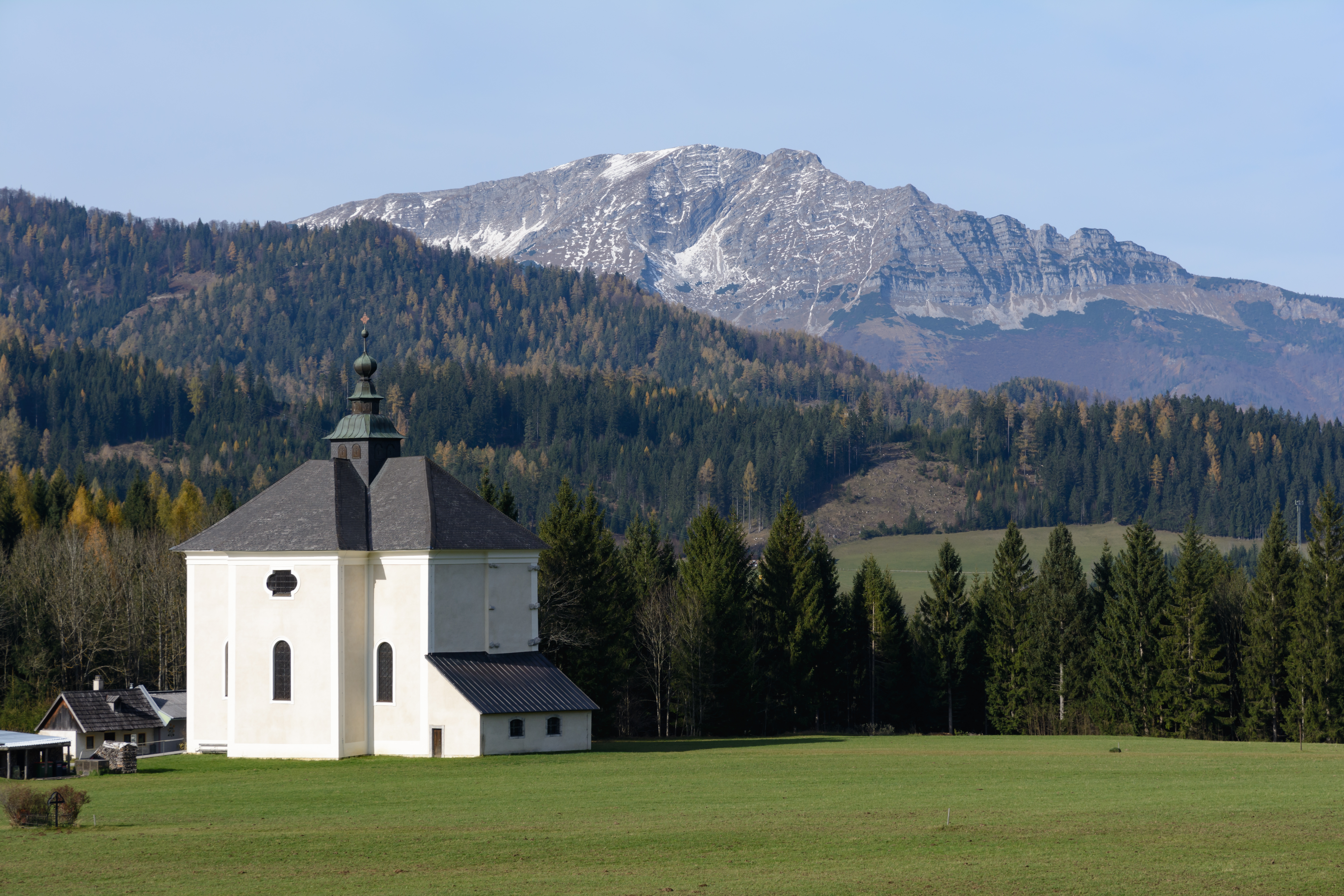
Filialkirche St. Sebastian

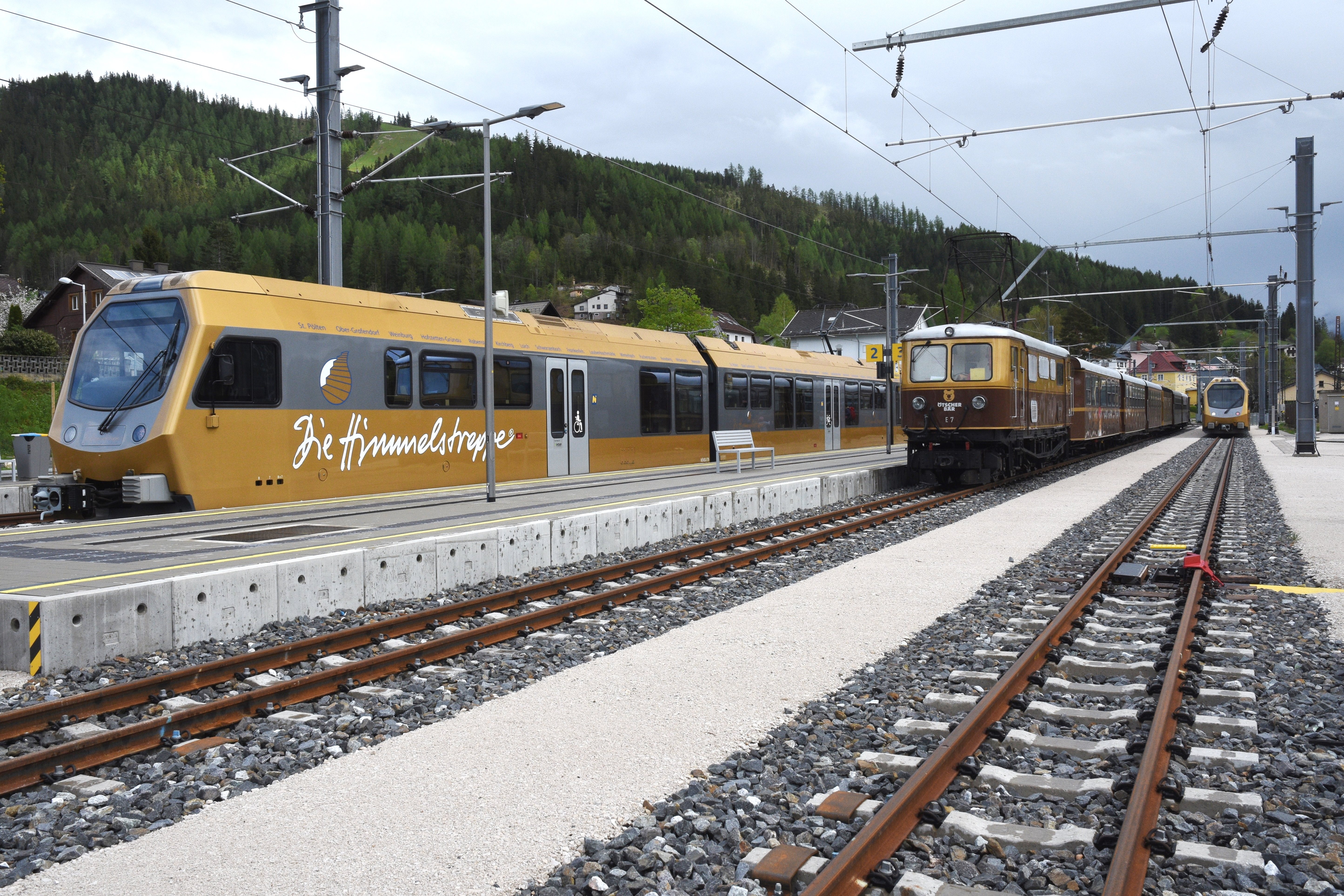
Der Bahnhof von Mariazell in St. Sebastian

Sankt Sebastian ist der nördlichste Ort der Steiermark und liegt nördlich des Wallfahrtsortes Mariazell auf einer Seehöhe von 800 m (Erlaufsee) bis 1635 m (Zellerhut). Der Ort beherbergt die meisten Infrastruktureinrichtungen des Mariazellerlandes, u. a. auch den südlichen Endpunkt der Mariazellerbahn.
Die ehemalige Gemeinde Sankt Sebastian bestand aus der einzigen Katastralgemeinde St. Sebastian bzw. zwei Ortschaften:
- die zerstreuten Häuser Grünau mit der Rotte Rasing (von der auch Teile zu Mariazell und Gußwerk gehörten) und der Streusiedlung Hechtensee, und
- das Dorf Sankt Sebastian mit den Weilern Grubau und Nazbauer, den Rotten Mitterbach und Weißenbach, den Siedlungen Habertheuer und Waldrandsiedlung sowie den Streusiedlungen Erlaufsee, Lurg und Neukogler.

## Politik
Letzter Bürgermeister war Manfred Seebacher (SPÖ).

## Regionalpolitik
Der Ort ist Teil der Leader-Region Mariazellerland–Mürztal und Mitglied in der Agenda-21- und Tourismusregion Mariazeller Land, dessen steirische Gemeinden auch die Regionext-Kleinregion des Namens bilden.

## Kultur und Sehenswürdigkeiten
- Filialkirche Sigmundsberg: Spätgotischer Kirchenbau mit barockem Hochaltar aus dem 3. Viertel des 17. Jahrhunderts
- Filialkirche hl. Sebastian: Kreuzförmiger Zentralbau, Mitte des 17. Jahrhunderts von Domenico Sciassia errichtet
- Rosenkranzstationen: Siebzehn Bildstöcke, Mitte des 17. Jahrhunderts vermutlich von Domenico Sciassia geschaffen
- Urlauberkreuz: Gegenüber der Rosenkranzstation XVII gelegen, verfügt über ein Kruzifix mit Korpus von Balthasar Moll[2]
- Museumstramway zwischen Sankt Sebastian und dem Erlaufsee

## Persönlichkeiten
Ehrenbürger
- 1987 Hans Gross (1930–1992), Landeshauptmann-Stellvertreter

Mit Bezug zu St. Sebastian
- Harald Kleinhofer (1974–2016), Naturbahnrodler, lebt in Sankt Sebastian
- Dieter Langewiesche (* 1943 in Sankt Sebastian), Historiker
- Hans Gerald Hödl (* 1959), römisch-katholischer Religionswissenschaftler
- Roland Pail (* 1972 in Sankt Sebastian), Geophysiker und Hochschullehrer